# (29490) Myslbek
Pour les articles homonymes, voir Myslbek.
(29490) Myslbek est un astéroïde de la ceinture principale.

## Description
(29490) Myslbek est un astéroïde de la ceinture principale. Il fut découvert le 19 novembre 1997 à l'observatoire d'Ondřejov par Petr Pravec. Il présente une orbite caractérisée par un demi-grand axe de 2,34 UA, une excentricité de 0,07 et une inclinaison de 8,0° par rapport à l'écliptique.

## Compléments